# NGC 5005
NGC 5005 (nota anche come C 29) è una galassia a spirale nella costellazione dei Cani da Caccia.
Si può reperire senza eccessiva difficoltà circa 3 gradi a WSW della stella α Canum Venaticorum; si presenta con telescopi di 150mm di apertura come una macchia ovale più luminosa al centro; occorre uno strumento con aperture superiori ai 200mm per poter osservare i suoi bracci, molto ben raccolti attorno al suo nucleo, molto luminoso. Dista dalla Via Lattea circa 68 milioni di anni-luce.